# SN 2007ri
SN 2007ri – supernowa typu Ia odkryta 2 listopada 2007 roku w galaktyce A010652+0109. W momencie odkrycia miała maksymalną jasność 22,80m.